# Абсароки (Монтана)
Абсароки (енгл. Absarokee) насељено је место без административног статуса у америчкој савезној држави Монтана.

## Демографија
По попису из 2010. године број становника је 1.150, што је 84 (-6,8%) становника мање него 2000. године.
| Група             | 2000.         | 2010.         |
| Белци             | 1.187 (96,2%) | 1.083 (94,2%) |
| Афроамериканци    | 1 (0,1%)      | 0 (0,0%)      |
| Азијати           | 2 (0,2%)      | 2 (0,2%)      |
| Хиспаноамериканци | 31 (2,5%)     | 43 (3,7%)     |
| Укупно            | 1.234         | 1.150         |